# Змінні типу β Цефея
Змінні типу β Цефея (BSEP, також відомі як змінні типу β Великого Пса) — змінні зорі, які показують невеликі періодичні зміни яскравості внаслідок пульсацій. Причиною пульсацій вважається особлива поведінка елементів групи заліза за температур близько 200 000 K у внутрішніх шарах таких зір. Ці змінні переважно є гарячими блакитно-білими зорями спектрального класу B. Їх не слід плутати з цефеїдами, які отримали назву за прототипом δ Цефея і є яскравими надгігантами.

## Характеристики
Змінні типу β Цефея — це зорі головної послідовності з масами 7-20 мас Сонця. До цього типу належать деякі найяскравіші зорі земного небосхилу, наприклад β Південного Хреста та β Центавра; Спіка також класифікувалась як змінна типу β Цефея, але з незрозумілих причин припинила свою пульсацію 1970 року. Здебільшого, ці зорі змінюють свою яскравість на 0,01-0,3 зоряних величини з періодом 2,4-7,2 години. Прототип цього типу змінних, β Цефея, змінює видиму зоряну величину від +3,16 до +3,27 з періодом 4,57 годин. Максимальна яскравість спостерігається, коли зоря найменша за об'ємом та найгарячіша. В ультрафіолеті амплітуда змін яскравості у таких зір значно більша — до однієї зоряної величини. 
Пульсації змінних типу Бети Цефея спричинені каппа-механізмом та відбуваються в режимі «p». На глибині, усередині зорі, де температури сягають 200 000 K, міститься значна кількість іонізованих елементів групи заліза. При таких температурах додаткова іонізація збільшує непрозорість зоряної речовини, що має наслідком накопичення енергії в цьому шарі, надходження енергії до поверхні зменшується. Після іонізації температура зростає й надлишковий тиск розширює шар, його температура зменшується й відбувається часткова рекомбінація з випроміненням накопиченої енергії, яка тепер надходить до поверхні та збільшує її температуру й світність зорі. Коли непрозорість шару зменшується, він знову стискається й цикл за декілька годин повторюється. Це явище відоме як «залізна гуля»[джерело?] (англ. Fe bump) або Z-гуля[джерело?] (де Z — металічність зорі). Схожі повільно пульсуючі зорі спектрального класу B пульсують у режимі «g», спричинені такими ж змінами непрозорості, але в зорях меншої маси та з більшим періодом.
Вважається, що на діаграмі Герцшпрунга—Рассела ці зорі перебувають у тому місці еволюційного треку, де завершується горіння Гідрогену в ядрі, відбувається гравітаційне стиснення та починається горіння Гідрогену в шарі навколо ядра.
У Загальному каталозі змінних зір цю групу поділено на дві підгрупи:
- BCEP — зорі спектральних класів O8-B6 (I–V класу світності) з періодичністю 0,1 — 0,6 доби та амплітудами від 0,01 до 0,3 зоряної величини (у смузі V);
- BCEPS — короткоперіодична підгрупа спектральних класів B2-B3 (IV–V класу світності) з коротшими періодами (в межах 0,02 — 0,04 доби) та, відповідно, меншою амплітудою змінності (0,015 — 0,025).

## Історія спостережень
Американський астроном Е. Б. Фрост відкрив зміну радіальної швидкості β Цефея 1902 року, спочатку дійшовши висновку, що вона є спектроскопічно-подвійною зорею. Зміни яскравості першим помітив Пауль Гутник 1913 р.. Невдовзі потому змінність було визначено в β Великого Пса та в σ Скорпіона. Весто Слайфер 1904 року зазначив, що σ Скорпіона має змінність радіальної швидкості, а Р. Д. Леве та Отто Струве у 1952 та 1955 роках відповідно дійшли висновку, що це спричинено пульсаціями зорі. У той час ці змінні найчастіше називали змінними типу β Великого Пса, оскільки в першій половині 20-го ст. саме ця зоря була найкраще дослідженим прикладом такого типу змінних. Однак β Цефея була першою відкритою зорею цього типу змінності, тому групу переважно називають змінними типу β Цефея, попри можливу плутанину з цефеїдами.
Сесілія Пейн-Гапошкіна та Сергій Гапошкін позначили 17 можливих членів цієї групи у своєму каталозі 1938 року «Змінні зорі», хоча вони класифікували їх як змінні типу δ Щита. Зоря 16 Ящірки також інтенсивно вивчалась до 1952 року. 1966 року кількість відомих змінних цієї групи зросла з 18 до 41. У 1960-х роках ці зорі активно досліджував Отто Струве, однак його результати було переглянуто після його смерті.
К. Л. Стеркен та Миколай Єржикевич (Mikolaj Jerzykiewicz) 1993 року класифікували 59 зір як підтверджені та 79 зір як кандидати у змінні типу β Цефея. Станков у каталозі 2005 року визначив 93 члени цієї групи змінних, 77 кандидатів та 61 зорю, належність яких до групи малоймовірна або відкинута. Шість зір, а саме: ι (йота) Геракла, 53 Риб, ν Ерідана, γ Пегаса, HD 13745 (V354 Персея) та 53 Овна, показують два види змінності: як змінна типу β Цефея і як повільно пульсуюча зоря спектрального класу B.

### Список змінних типу β Цефея
| Позначення (назва)      | Сузір'я         | Відкриття                     | Максимальна видима зоряна величина (mV) | Мінімальна видима зоряна величина (mV) | Період (годин) | Спектральний клас   | Коментар                                                                          |
| ----------------------- | --------------- | ----------------------------- | --------------------------------------- | -------------------------------------- | -------------- | ------------------- | --------------------------------------------------------------------------------- |
| β Великого Пса (Мірцам) | Великий Пес     | 1909 (Вільям Воллес Кемпбелл) | 1m.93                                   | 2m.00                                  | 6.031          | B1II-III            | Пульсації 6,03, 6,00 та 4,74 години.                                              |
| ξ1 Великого Пса         | Великий Пес     | [ 20 ]                        | 4m.33                                   | 4m.36                                  | 5.030          | B0.5IV              |                                                                                   |
| 15 Великого Пса         | Великий Пес     | [ 20 ]                        | 4m.79                                   | 4m.84                                  | 4.429          | B1III-IV            |                                                                                   |
| V376 Кіля               | Кіль            |                               | 4m.91                                   | 4m.96                                  | 0.4992         | B2IV-V              | короткоперіодична (BCEPS)                                                         |
| V372 Кіля               | Кіль            | [ 22 ]                        | 5m.70                                   |                                        | 2.78           | B2III               |                                                                                   |
| β Центавра              | Центавр         |                               | 0m.61                                   |                                        | 3.768          | B1II                |                                                                                   |
| ε Центавра              | Центавр         |                               | 2m.29                                   | 2m.31                                  | 4.070          | B1V                 |                                                                                   |
| κ Центавра              | Центавр         |                               | 3m.13                                   | 3m.14                                  | 2.288          | B2IV                |                                                                                   |
| χ Центавра              | Центавр         |                               | 4m.40                                   |                                        | 0.84           | B2V                 | короткоперіодична (BCEPS)                                                         |
| β Цефея                 | Цефей           | 1902 (Е. Б. Фрост)            | 3m.16                                   | 3m.27                                  | 4.572          | B2IIIe              | Прототип                                                                          |
| δ Кита                  | Кит             | [ 20 ]                        | 4m.05                                   | 4m.1                                   | 3.867          | B2IV                |                                                                                   |
| β Південного Хреста     | Південний Хрест |                               | 1m.23                                   | 1m.31                                  | 4.589          | B0.5IV              |                                                                                   |
| δ Південного Хреста     | Південний Хрест |                               | 2m.78                                   | 2m.84                                  | 3.625          | B2IV                |                                                                                   |
| ω1 Лебедя               | Лебідь          |                               | 4m.94                                   |                                        |                | B2.5IV              | підтверджено спектроскопією великої роздільної здатності.                         |
| ν Ерідана               | Ерідан          |                               | 3m.87                                   | 4m.01                                  | 4.164          | B2III               | мультиперіодична; також повільно пульсуюча зоря спектрального класу B             |
| 12 Ящірки               | Ящірка          |                               | 5m.16                                   | 5m.28                                  | 4.634          | B1.5III             | також повільно пульсуюча зоря спектрального класу B                               |
| 16 Ящірки               | Ящірка          |                               | 5m.30 (B)                               | 5m.52 (B)                              | 4.109          | B2IV                |                                                                                   |
| α Вовка                 | Вовк            | 1956 (Бернард Пейджел)        | 2m.29                                   | 2m.34                                  | 6.235          | B1.5III             |                                                                                   |
| δ Вовка                 | Вовк            |                               | 3m.20                                   | 3m.24                                  | 3.972          | B2IV                |                                                                                   |
| ε Вовка                 | Вовк            |                               | 3m.36                                   | 3m.38                                  | 2.316          | B2IV + B3V          | Потрійна зоряна система; головний компонент — спектроскопічна подвійна зоря       |
| ι Вовка                 | Вовк            |                               | 3m.54                                   | 3m.3.55                                |                | B2.5IV              | з 1997 року змінність типу Бети Цефея не фіксується                               |
| τ1 Вовка                | Вовк            |                               | 4m.54                                   | 4m.58                                  | 4.257          | B2IV                |                                                                                   |
| 19 Єдинорога            | Єдиноріг        |                               | 4m.96                                   | 5m.01                                  | 4.589          | B1IV-Vea            |                                                                                   |
| α Мухи                  | Муха            |                               | 2m.68                                   | 2m.73                                  | 2.167          | B2IV-V              | спочатку під сумнівом, підтверджено спектроскопією високої роздільної здатності.  |
| θ Змієносця             | Змієносець      |                               | 3m.25                                   | 3m.31                                  | 3.373          | B2IV                |                                                                                   |
| η Оріона                | Оріон           |                               | 3m.31                                   | 3m.35                                  | 7.247          | B0.5Vea + B3V       | Зоряна система з 4-х зір; також змінна типу Алголя; компонент Ab — пульсуюча зоря |
| γ Пегаса                | Пегас           | 1953 (Д. Г. Макнамара)        | 2m.78                                   | 2m.89                                  | 3.643          | B2IV                | також Повільно пульсуюча зоря спектрального класу B                               |
| ε Персея                | Персей          |                               | 2m.88                                   | 3m.00                                  | 3.847          | B0.5V               |                                                                                   |
| PT Корми                | Корма           | [ 15 ]                        | 5m.72                                   | 5m.74                                  | 3.908          | B2III               |                                                                                   |
| λ Скорпіона             | Скорпіон        |                               | 1m.59                                   | 1m.65                                  | 5.129          | B1.5IV + PMS + B2IV | Потрійна зоряна система; також змінна типу Алголя                                 |
| κ Скорпіона             | Скорпіон        |                               | 2m.41                                   | 2m.42                                  | 4.795          | B1.5III             |                                                                                   |
| σ Скорпіона             | Скорпіон        | 1904 (Весто Слайфер)          | 2m.86                                   | 2m.94                                  | 5.923          | B1III               | Зоряна система з 4-х зір                                                          |
| Спіка                   | Діва            |                               | 0m.85                                   | 1m.05                                  | 6.520          | B1IV                | зміни яскравості припинились у 1970 році                                          |
| BW Лисички              | Лисичка         |                               | 6m.44                                   | 6m.68                                  | 4.8            | B2IIIv              | найбільша зміна радіальної швидкості серед всіх відкритих змінних Бети Цефея      |